# Нінурта-надін-шумі
Нінурта-надін-шумі (д/н — після 1125 до н. е.) — цар Вавилону близько 1131—1125 до н. е. Ім'я перекладається як «Нінурта, що дарує нащадків».

## Життєпис
Походив з Другої династії Ісін (IV Вавилонської династії). Син царя Ітті-Мардук-балату. Після загибелі останнього близько 1131 року до н. е. у війні з Еламом стає новим володарем Вавилону. Вступив у конфлікт за трон Ассирії між Нінурта-Тукульті-Ашшуром і Мутаккіль-Нуску. В результаті зумів захопити область верхньої течії річки Діяла та місто Арбела. Також зміг домогтися, щоб Нінурта-Тукульті-Ашшур повернув священну статую бога Мардука. Ймовірно Нінурта-надін-шумі був автором листа новому ассирійському цареві Ашшур-реш-іші I за те, що той не прибув на зустріч з вавилонським царем до міста Закка. Можливо в цей час Нінурта-надін-шумі розглядав царя Ассирії як свого васала.
Наприкінці правління вавилонського царя поновилося протистояння з еламським царем Шилхак-Іншушинаком I. Втім близько 1125 року до н. е. Нінурта-надін-шумі зазнав нищівної поразки й потрапив у полон. Його було відправлено до Еламу. Подальша доля невідома. Новим царем Вавилону став син Нінурта-надін-шумі — Навуходоносор I.